# Adorf/Vogtl.
Pour les articles homonymes, voir Adorf.
Adorf/Vogtl. est une ville de Saxe (Allemagne), située dans l'arrondissement du Vogtland, dans le district de Chemnitz.

## Quartiers
- Remtengrün

## Personnalités
- Karl-Heinz Adler (1927-2018), sculpteur allemand, est né à Remtengrün.

## Liens
- (de) Site officiel
- Ressource relative à la musique :   - MusicBrainz
- Notice dans un dictionnaire ou une encyclopédie généraliste :   - Brockhaus
- Notices d'autorité :   - VIAF
  - GND